# 살렘 빈라덴
살렘 빈라덴(1946년~ 1988년 5월 29일)은 사우디아라비아의 투자자이자 기업가이다. 9.11 테러로 유명한 오사마 빈라덴의 이복형제이다.